# Shakira
Shakira Isabel Mebarak Ripoll, kolumbijska pevka pop glasbe, * 2. februar 1977, Kolumbija.
Shakira se je rodila 2. februarja 1977 v mestu Baranquilla v Kolumbiji kot najmlajši otrok 10-članske družine: oče William Mebarak Chadid, mati Nadya del Carmen Ripoll Torrado in njeni bratje in sestre Lucy, Alberto, Moises, Tomino, Patricija, Antinio in Edward. Živeli so v majhni ciganski vasi na severu zahodu Kolumbije. Z njenim 13. letom pa so se preselili v mesto Baranquilla, kjer so še vedno živeli v revščini.
Njeni začetki niso bili uspešni. Z glasbo se je začela ukvarjati pri 12 letih, že tri leta kasneje pa je izdala svoj prvi album Magia. Leta 1996 je igrala v kolumbijski telenoveli El Oasis. Shakira poje pesmi tako v španščini kot tudi v angleščini. Je tudi dobra plesalka. Njeno delovanje posega tudi na področje humanitarnih dejavnosti, saj se ukvarja s pomočjo ubogim otrokom. Ustanovila je dobrodelno ustanovo Pies Descalzos (bose noge). Nekaj njenih najboljprepoznavnih pesmi je: Hips Don't Lie, La Tortura, Underneath Your Clothes, Don't Bother, Whenever, Wherever, Waka Waka, Loca, La La La, Chantaje, Me Enamore … Shakira je ena najbolj znanih pevk pop glasbe. Ima veliko oboževalcev po vsem svetu.

## Albumi
- 1991: Magia
- 1993: Peligro
- 1996: Pies Descalzos
- 1998: ¿Dónde Están los Ladrones?
- 2001: Laundry Service / Servicio De Lavanderia
- 2005: Fijación Oral Vol. 1 / Oral Fixation Vol. 2
- 2009: She Wolf
- 2010: Sale el sol
- 2014: Shakira.
- 2017: El Dorado

Albumi v živo
- 2000: MTV Unplugged
- 2004: Live & Off the Record
- 2007: Oral Fixation Tour
- 2011: Live From Paris
- 2019: Shakira in Concert: El Dorado World Tour

## Ples
Shakira je plesati začela že pri mladih letih, z namenom, da bi premagala svojo plahost. To, da bo nekoč veliko nastopala, je sklenila, ko je bila pri štirih letih z očetom v restavraciji, kjer je kar bosa začela plesati po mizah. Vsi gostje so jo navdušeno spodbujali.
Zdaj je znana kot plesalka trebušnih plesov. Pleše po svojih koncertih, njen ples pa je možno videti tudi v naslednjih videospotih: »Ojos Así«, »La Tortura«, »Hips Don't Lie« in »Beautiful Liar«

## Osebno življenje
Do leta 2022 je bila v razmerju s španskim nogometašem, branilcem FC Barcelone Gerardom Piquejem. Januarja 2013 se jima je rodil sin Milan Piqué Mebarak, januarja 2015 pa sin Sasha Piqué Mebarak.